# 集中ケア認定看護師
集中ケア認定看護師 (Certified　Nurse in Intensive Care )とは、認定看護師の認定看護分野のひとつ。
日本看護協会の認定看護師認定審査に合格することが必要。

## 概要
ICU（Intensive Care Unit: 集中治療室）や CCU (Coronary Care Unit) などに勤務し、重症かつ集中治療を必要とする患者や家族への看護、生命の危機状態にある人間に対処する看護を行う。

## 沿革
- 1999年、日本看護協会により重症集中ケア認定看護師が制定。
- 2007年7月13日、重症集中ケアから集中ケアと名称が変更。